# Panoramahuvud
Panoramahuvud är ett arbetsverktyg som används vid fotograferande av stillbilder till panoramabilder. Panoramahuvudet underlättar och ökar precisionen vid fotograferandet av de bilder som sedan monteras ihop med hjälp av mjukvara.